# أكمة السدم

تعديل مصدري - تعديل

أكمة السدم إحدى حارات مدينة القاعدة بمحافظة إب، بلغ تعداد سكانها 404 نسمة حسب تعداد اليمن لعام 2004.